# Đảo Matia
Đảo Matia là một trong những hòn đảo thuộc quần đảo San Juan, tiểu bang Washington, Hoa Kỳ. Toàn đảo có diện tích 145 mẫu Anh (59 ha, được quản lý bởi Cục Hoang dã và Cá Hoa Kỳ hợp tác cùng Công viên tiểu bang Washington và Ủy ban Giải trí. Đảo Matia là nơi trú ẩn của động vật hoang dã (San Juan Islands National Wildlife Refuge). Một khu vực cấm trại trên đảo xung quanh Rolfe Cove với diện tích 2 mẫu Anh (0,81 ha) được quản lý bởi Công viên tiểu bang Washington và Ủy ban Giải trí, theo một thỏa thuận kể từ năm 1959.

## Bờ biển
Đảo Matia có 20.000 feet (6.100 m), thủy triều thay đổi theo 14 feet (4 m).

## Giải trí
Trên đảo Matia có các dịch vụ giải trí như cấm trại, dã ngoại, câu cá và lặng biển.

## Khí hậu
Đảo Matia có khí hậu giống với hầu hết các đảo trong khu vực eo biển Puget. Thông thường, nhiệt độ hiếm khi đi trên 80 °F (26 °C) hoặc dưới 30 °F (0 °C). Đôi khi có tuyết, nhưng hiếm, cuối mùa hè hàng năm là mùa khô trên đảo, mưa đat chừng 730 mm...

## Liên kết
- PI and SJI NWRs Completed Comprehensive Conservation Plan and Wilderness Stewardship Plan Lưu trữ ngày 7 tháng 4 năm 2013 tại Wayback Machine (PDF)
- Matia Sate Park Lưu trữ ngày 1 tháng 4 năm 2013 tại Wayback Machine, Washington State Parks
- Matia Sate Park, StateParks.com